# Луганское муниципальное образование
Луганское муниципальное образование — сельское поселение в Красноармейском районе Саратовской области Российской Федерации.
Административный центр — село Луганское.

## История
Статус и границы сельского поселения установлены Законом Саратовской области от 27 декабря 2004 года № 110-ЗСО «О муниципальных образованиях, входящих в состав Красноармейского муниципального района».

## Население
| 2002  | 2010  | 2011  | 2012  | 2013  | 2014  | 2015  |
| ----- | ----- | ----- | ----- | ----- | ----- | ----- |
| 2192  | ↗2338 | ↘2331 | ↘2323 | ↘2295 | ↗4442 | ↘4431 |
| 2016  | 2017  | 2018  | 2019  | 2020  | 2021  |       |
| ↘4427 | ↘4415 | ↘4351 | ↘4293 | ↘4243 | ↘3960 |       |

## Состав сельского поселения
| № | Населённый пункт | Тип населённого пункта       | Население |
| - | ---------------- | ---------------------------- | --------- |
| 1 | Луганское        | село, административный центр | ↗1778     |
| 2 | Паницкая         | железнодорожная станция      | ↘2191     |
| 3 | Сосновка         | село                         | ↘560      |